# دائرة آكل دونورد
دائرة آكل دونورد هي إحدى الدوائر السبع في الإدارة الشمالية في هايتي، يبلغ عدد سكانها 105,300 في إحصائيات أغسطس 2003، تتبعها ثلاثة بلديات، ورمزها البريدي يبدأ بالرقم 12.